# Sven Grönvall

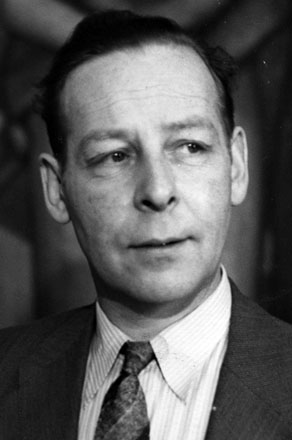
Sven Grönvall år 1954.

Sven Bertel Grönvall, född 10 april 1908 i Helsingfors, död 21 mars 1975 i Grankulla, var en finlandssvensk målare, grafiker, författare och konstkritiker.
Grönvall studerade 1931 vid Centralskolan för konstflit och 1932–1934 vid Finska Konstföreningen. Han debuterade 1933 och blev mest känd för sina ödemarkslandskap, men målade även stilleben, interiörer och porträtt samt väggmålningar i monumentalformat (i Wärtsiläkoncernens lokaliteter i Helsingfors 1938–1939 och f.d. ålderdomshemmet i Varkaus 1953–1954). Han målade både i olja och akvarell samt tecknade med tuschfärger.
Grönvall var även aktivt verksam inom kulturpolitiken; bidrog aktivt till utformningen av såväl statens konstadministration som den folkdemokratiska rörelsens kulturpolitik. Han var stiftande medlem i den på 1930-talet grundade Oktobergruppen och anslöt sig vid samma tid till konstnärsgruppen Kiila, vars ordförande han var fr.o.m. 1959. Han var även ordförande i statens bildkonstkommission 1970–1973 och kulturföreningen Progress från 1963.
Han erhöll Pro Finlandia-medaljen 1966 och förlänades professors titel 1974.
Sven Grönvall är representerad vid bland annat Moderna museet.

### Uppslagsverk
- ”Grönvall, Sven”. Biografiskt lexikon för Finland. Helsingfors: Svenska litteratursällskapet i Finland. 2008–2011. URN:NBN:fi:sls-4293-1416928956899
- Grönvall, Sven i Uppslagsverket Finland (webbupplaga, 2012). CC-BY-SA 4.0